# Sciadia horridaria
Sciadia horridaria är en fjärilsart som beskrevs av Jacob Hübner 1799. Sciadia horridaria ingår i släktet Sciadia och familjen mätare. Inga underarter finns listade.